# 道本城
道本城（どうほんじょう）は、長野県佐久市にあった中世の日本の城（城郭）。湯川の蛇行が洗う断崖上にあり、郭や空堀が残っていたが、現在は耕作地化によって消滅している。

## 歴史
史料は無く不明。城跡には「根井幸親居館跡」の石碑があり、一説には平安時代の武将木曾義仲の四天王・根井行親の居館という。
古くより馬の生産された地で、それに関連する城館とも考えられる。

## 所在地
長野県佐久市大字根々井字道本城